# Бъта
Бъта е село в Южна България. Намира се в община Панагюрище, област Пазарджик, на 8 км южно от Панагюрище и на 4 км от село Баня.

## География
Село Бъта се намира в планински район. То лежи в Същинска Средна гора, в т.нар. Бъто-Банска котловина.
Най-близкият град е Панагюрище (8 км на север).
В близост е до курортното село Баня (4 км на изток), известно с лечебната си минерална вода. През селото тече Банска Луда Яна, която се влива в река Панагюрска Луда Яна след село Бъта. В коритото на реката често се откриват златни песъчинки.
В близост до селото има два микроязовира, подходящи за спортен риболов. Съществува минерален извор в местността „Топлика“.

## Население
Численост на населението според преброяванията през годините:
| \| Година на преброяване \| Численост \| \| --------------------- \| --------- \| \| 1934 \| 1897 \| \| 1946 \| 2011 \| \| 1956 \| 2130 \| \| 1965 \| 2019 \| \| 1975 \| 2014 \| \| 1985 \| 1897 \| \| 1992 \| 1737 \| \| 2001 \| 1510 \| \| 2011 \| 1183 \| \| 2021 \| 988 \| |           |
| Година на преброяване | Численост |
| 1934 | 1897      |
| 1946 | 2011      |
| 1956 | 2130      |
| 1965 | 2019      |
| 1975 | 2014      |
| 1985 | 1897      |
| 1992 | 1737      |
| 2001 | 1510      |
| 2011 | 1183      |
| 2021 | 988       |

### Етнически състав

#### Преброяване на населението през 2011 г.
Численост и дял на етническите групи според преброяването на населението през 2011 г.:
|                     | Численост | Дял (в %) |
| Общо                | 1183      | 100.00    |
| Българи             | 1108      | 93.66     |
| Турци               | ?         | ?         |
| Цигани              | –         | –         |
| Други               | ?         | ?         |
| Не се самоопределят | 5         | 0.42      |
| Неотговорили        | 68        | 5.74      |

## Културни и природни забележителности
В близост до селото има крепост, останала от турско време, наричана от местните жители „Калето“ или „Красен кале“. При разкопки са намерени различни сребърни и златни накити и монети от различни векове.
Запазени са автентични културни традиции. Селото се слави със самодейния си състав, наречен Игликата, известен с представянето на самобитни ритуали, обреди и песни, печелили много награди на различни събори. Има неофициално видео в интернет на обиколка на село Бъта, където биват представяни най-интересните находки.
- Читалището „Никола Йонков Вацаров – 1927“ в с. Бъта
- Църква „Св. Георги Победоносец“ в село Бъта
- Паметник на Ненчо Върбанов Георгиев – представител на с. Бъта на Оборищенското събрание
- Паметник на убити антифашисти в центъра на с. Бъта

## Редовни събития
- Кукерски празник „Рогача“ – всяка година на Заговезни
- Гергьовденски събор

## Личности
- Анелия Раленкова – ЗМС – Спорт – художествена гимнастика , спечелила 4 златни медала на световни и европейски първенства
- Димитър Димитров – ЗМС – Спорт – Самбо – двукратен световен шампион за майстори, шестократен вицесветовен шампион, многократен медалист от европейски първенства и международни турнири.
- Иван Шопов – заслужил треньор по самбо. Негови възпитаници са: Димитър Димитров, Николай Гушмаков, Николай Манев, Иван Нетов, Коста Топалов, инж. Стефка Нейчева и много други от световноизвестната школа по самбо в гр. Панагюрище.
- Георги Стойковски – ЗМС – първият златен медалист за България по лека атлетика на европейско първенство в дисциплината троен скок.
- Мария Оряшкова – световен шампион по самбо
- Христо Чалъков – кмет на Бъта и писател, има издадени три книги
- Нено Стойковски – учител, охранител и писател, издал е една книга